# Cultura Sântana de Mureș-Cerneahov

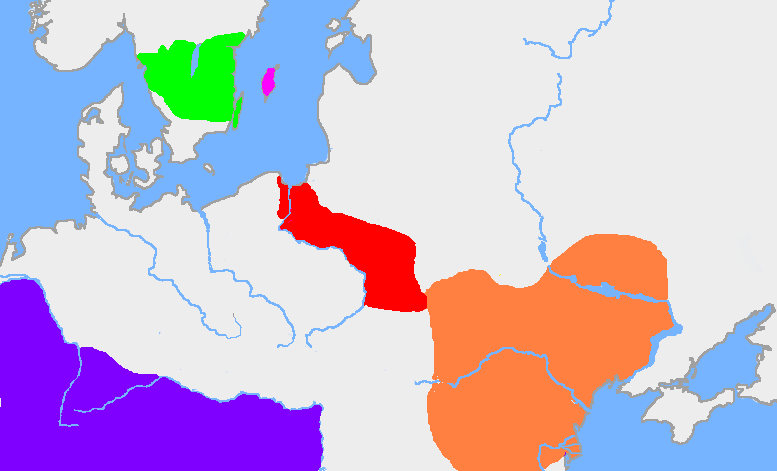
Cultura Sântana de Mureș-Cerneahov (portocaliu).

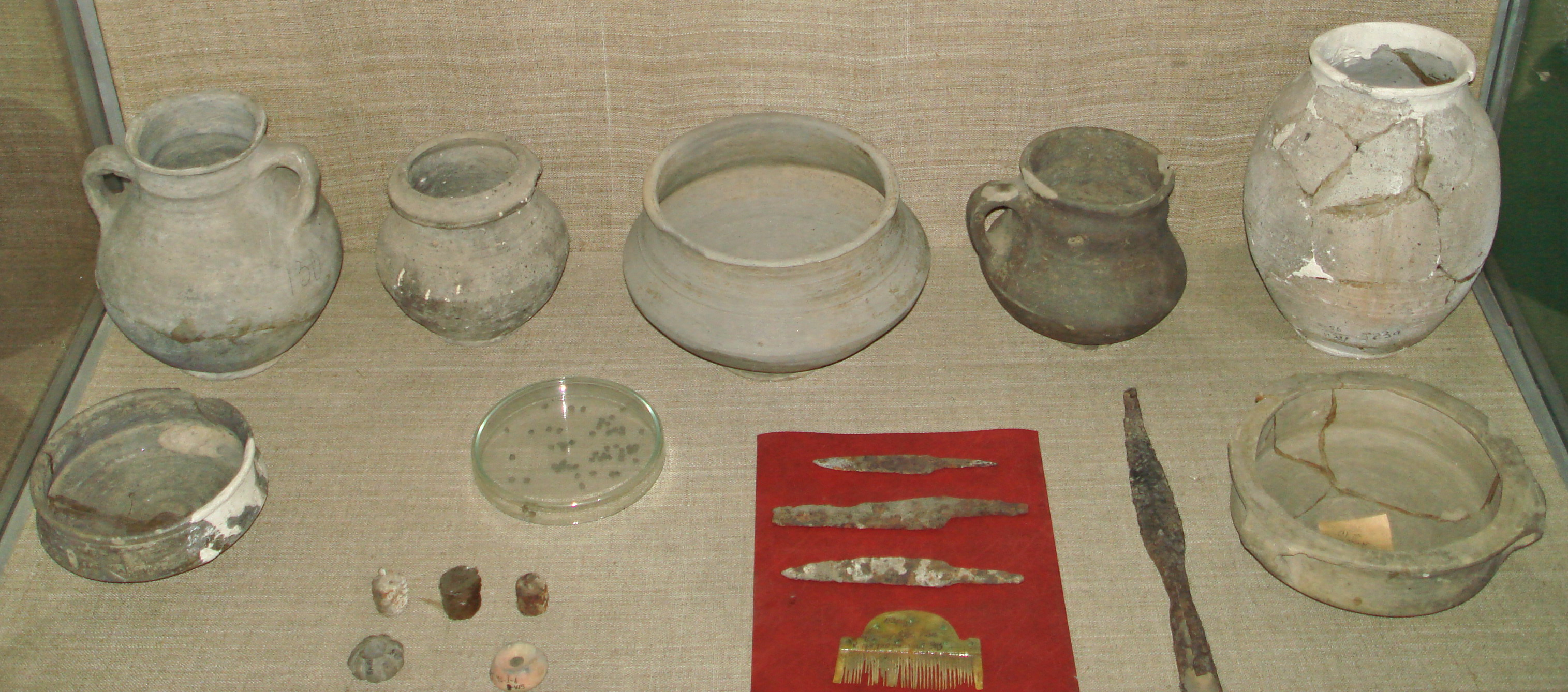
Vestigii ale Culturii Sântana de Mureș-Cerneahov descoperite în necropola de la Budești, din raionul Criuleni (Republica Moldova), secolele al III-lea și al IV-lea d.Hr.

Cultura Sântana de Mureș-Cerneahov este astfel denumită după localitățile eponime din Ardeal (Sântana de Mureș) și Ucraina (Cerneahov, nu departe de Kiev), unde s-au găsit primele vestigii care îi sunt caracteristice. Între timp, peste o mie de alte săpături arheologice au scos la iveală artefacte ale acestei civilizații, care s-a dezvoltat între secolele al II-lea și al V-lea într-o arie largă din Europa de Est, pe un teritoriu astăzi împărțit între statele moderne Ucraina, Republica Moldova. În România, Cultura Sântana de Mureș-Cerneahov este răspândită pe toată suprafața teritoriului carpato-dunărean cu excepția Dobrogei.

## Cultura Sântana de Mureș în România
În România, Cultura Sântana de Mureș-Cerneahov este răspândită pe toată suprafața teritoriului carpato-dunărean cu excepția Dobrogei. La Sântana de Mureș au fost făcute săpături arheologice în anul 1903 de către I. Kovacs. Pe atunci localitatea era un sat în proximitatea Târgu Mureșului, astăzi ea face parte din oraș ca suburbie a municipiului. A fost descoperită o necropolă de înhumație datată în secolul al IV-lea e.n. Au fost scoase la lumină inventare bogate de două tipuri de ceramică: din pastă grosolană sub formă de borcan fără decorațiuni și ceramică cenușie, fină, ce are profile unghiulare și un decor lustruit. S-au mai găsit garnituri metalice, fibule, unele cu capete ceapă, cu semidisc sau cu picior întors dedesubt, pahare din sticlă, catarame și coliere cu mărgele din sticlă colorată sau din chihlimbar octaedric. S-a constatat un ritual al înhumației, de o orientare necreștină cu un inventar foarte variat, care atestă existența unei populații aparte de cea localnică, daco-romană și creștină. Toate evidențele au dus la concluzia că descoperirile prezintă multe asemănări de cultură materială cu tot ce s-a descoperit pe stepele pontice în exact aceeași perioadă.
Cultura Sântana a fost datată între ultima jumătate a secolului al III-lea e.n. și mijlocul secolului al V-lea e.n. În România, ea a fost pusă în legătură cu perioada de dominație a goților după momentul în care s-au retras trupele administrației romane din Dacia. Excavațiile arheologice au scos la iveală așezări deschise de agricultori unde bordeiele au fost identificate la suprafață în Trușești, Botoșani, Glăvăneștii Vechi și Fundenii Doamnei. Populația practica creșterea animalelor, agricultura și diferite meșteșuguri din care au reieșit probe materiale ca ceramica, prelucrarea lemnului, orfevrăria, etc. Ceramica a fost atestată de cuptoare de tip vertical cu placă perforată ce despărțea camera în care se făcea focul de camera de ardere. De asemenea sunt documentate folosirea monedei și schimburile comerciale cu Imperiul roman.
Societatea de atunci se încadra în orânduirea tribală, puțin diferențiată, ce cunoaștea și exploatarea de tip prădător. Ea era condusă de o aristocrație războinică ce deținea tezaure importante, de tipul Tezaurului de la Pietroasa. Aristocrația exploata populațiile pe care le-a supus și cerea redevențe și tributuri.
Cimitirele erau plane și erau caracterizate de folosirea ritualului de înhumație și destul de rar de biritualism. În funcție de anumite aspecte specifice ale formelor de decor ale obiectelor sau ale semnelor de ritual descoperite, s-au putut identifica și grupuri locale de daci, germanici (taifali, goți), daco-romani sau iranieni (alani și sarmați). Relativ bogate, inventarele funerare conțin ceramică specifică modelată pe roata olarului, cenușie cu forme unghiulare, care prezintă un decor lustruit și mai rar striat, toate derivate din tradiția olăritului din Cultura La Tène. Se mai amestecă prin acestă ceramică și forme de imitație romană sau de import evident. Mai sunt mărgele octaedrice, catarame, fibule în cruce, piepteni bilaterali în formă de clopot sau semicirculari și chiar unelte folosite de cel care a decedat sau arme.
Caracteristicile artistice  ale Culturii de Sântana de Mureș sunt, în schimb, limitate la arta aplicată a metalului, ceramicii sau osului, toate relevând forme greoaie de un tectonism accentuat, unghiulare, cu un decor sobru, geometric, ordonat în registre simetrice, similar fiind și gustul pentru efectele de lumină sau strălucire. Tendința aceasta se regăsește în expresia așa numitului stil policrom de tip germanic al orfevrăriei care s-a afirmat cu predilecție în tezaure celebre ca cel de la Pietroasa. Este neapărat de remarcat sincretismul și bogăția contaminării, precum și împrumuturile pe bază de reciprocitate ale Culturii de Sântana de Mureș cu elemente din arta romană, imitații evidente, precum și tipuri din repertoriul sarmatic cum sunt colierele cu mărgele, din coral sau chihlimbar, sau oglinzile circulare.
Descoperiri arheologice tipice ale acestei culturi s-au făcut la Sântana de Mureș, Spanțov, Piatra Frecăței, Ploiești-Triaj, Histria, Târgșor, Mogoșani-Poienari, Izvoare, Lechința de Mureș, Drobeta-Turnu Severin, Spinoasa-Erbiceni, Apahida, ș.a.m.d.